# سام موستين
سامانثا جوي موستين (ولدت في 13 سبتمبر 1965 ) هي سيدة أعمال أسترالية وناشطة، تشغل منصب الحاكم العام الثامن والعشرين لأستراليا منذ 1 يوليو 2024.
كانت موستين مناصرة لقضايا تغير المناخ والمساواة بين الجنسين؛ حيث شغلت منصب أول مفوضة لالدوري الأسترالي كرة القدم، وترأست لجنة الرؤساء التنفيذيين من عام 2021 إلى عام 2023. كانت عضوًا في مجالس إدارة العديد من الشركات والمنظمات، بما في ذلك ميرفاك، وترانس أوربان، ومؤسسة جو، ومجلس المناخ، وفيرجن أستراليا، وفريق سيدني سوانز. وقد سُميت ميدالية موستين، التي تُمنح لأفضل وأكثر لاعبات كرة قدم أسترالية عدلًا في فريق سيدني سوانز، باسمها.